# Yakage
Yakage (jap. 矢掛町 Yakage-chō) – miasto w Japonii, na wyspie Honsiu, w prefekturze Okayama. Według danych na rok 2020 miejscowość zamieszkiwało 13 414 mieszkańców , a gęstość zaludnienia wyniosła 148 os./km².